# Педраса-де-Кампос
Педраса-де-Кампос (ісп. Pedraza de Campos) — муніципалітет в Іспанії, у складі автономної спільноти Кастилія-і-Леон, у провінції Паленсія. Населення — 103 особи (2010).
Муніципалітет розташований на відстані близько 190 км на північний захід від Мадрида, 16 км на захід від Паленсії.

## Демографія
Динаміка населення (INE ):

## Галерея зображень

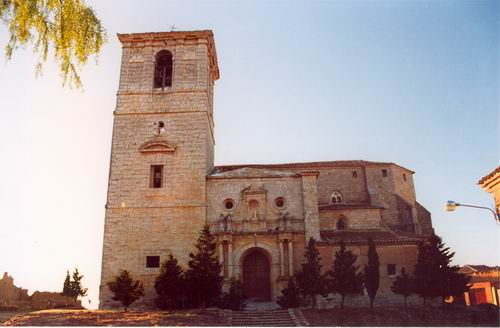
Церква Сан-Сіпріано
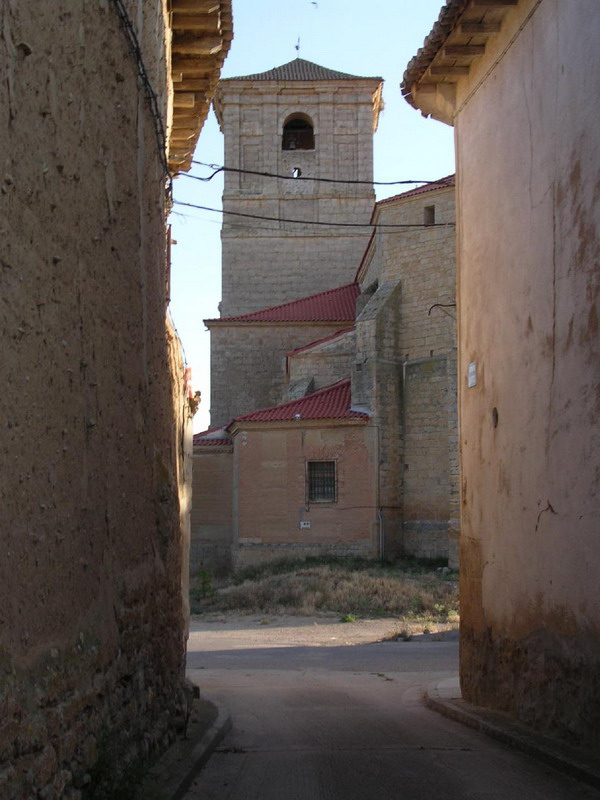
Церква